# Stephen Devassy

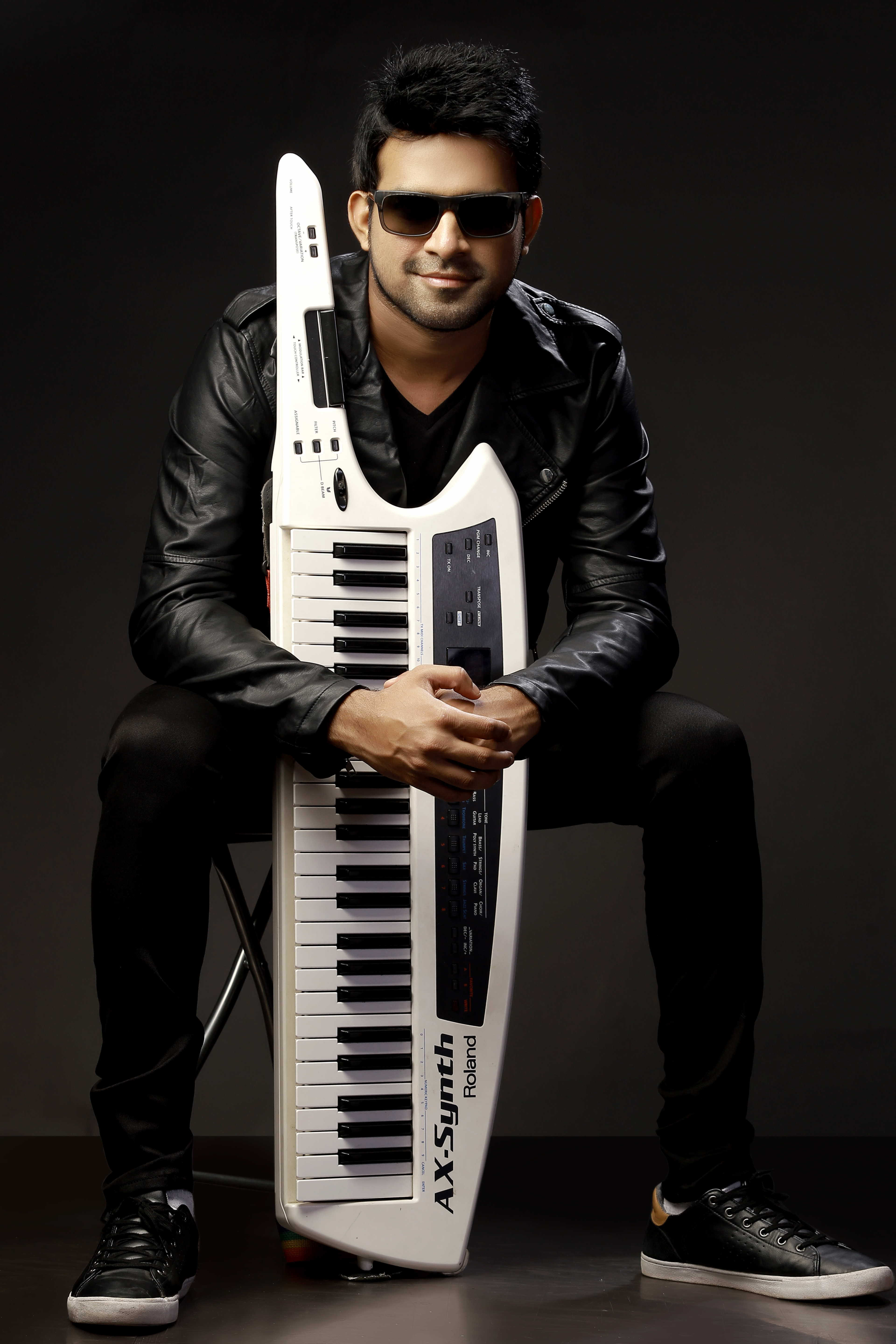
Stephen Devassy nel 2018

Stephen Devassy (Palakkad, 23 febbraio 1981) è un musicista indiano. Ha iniziato la carriera in tenera età e si è esibito sui palcoscenici di tutto il mondo, oltre ad aver fondato Musik Lounge, una scuola e uno studio di tecnologia audio a Chennai.

## Vita privata
Devassy ha frequentato la scuola avventista del settimo giorno di Ottappalam. Ha poi proseguito gli studi al NSS College, fino alla pre-laurea. Ha sposato Jesna Joy il 16 novembre 2010.

## Carriera

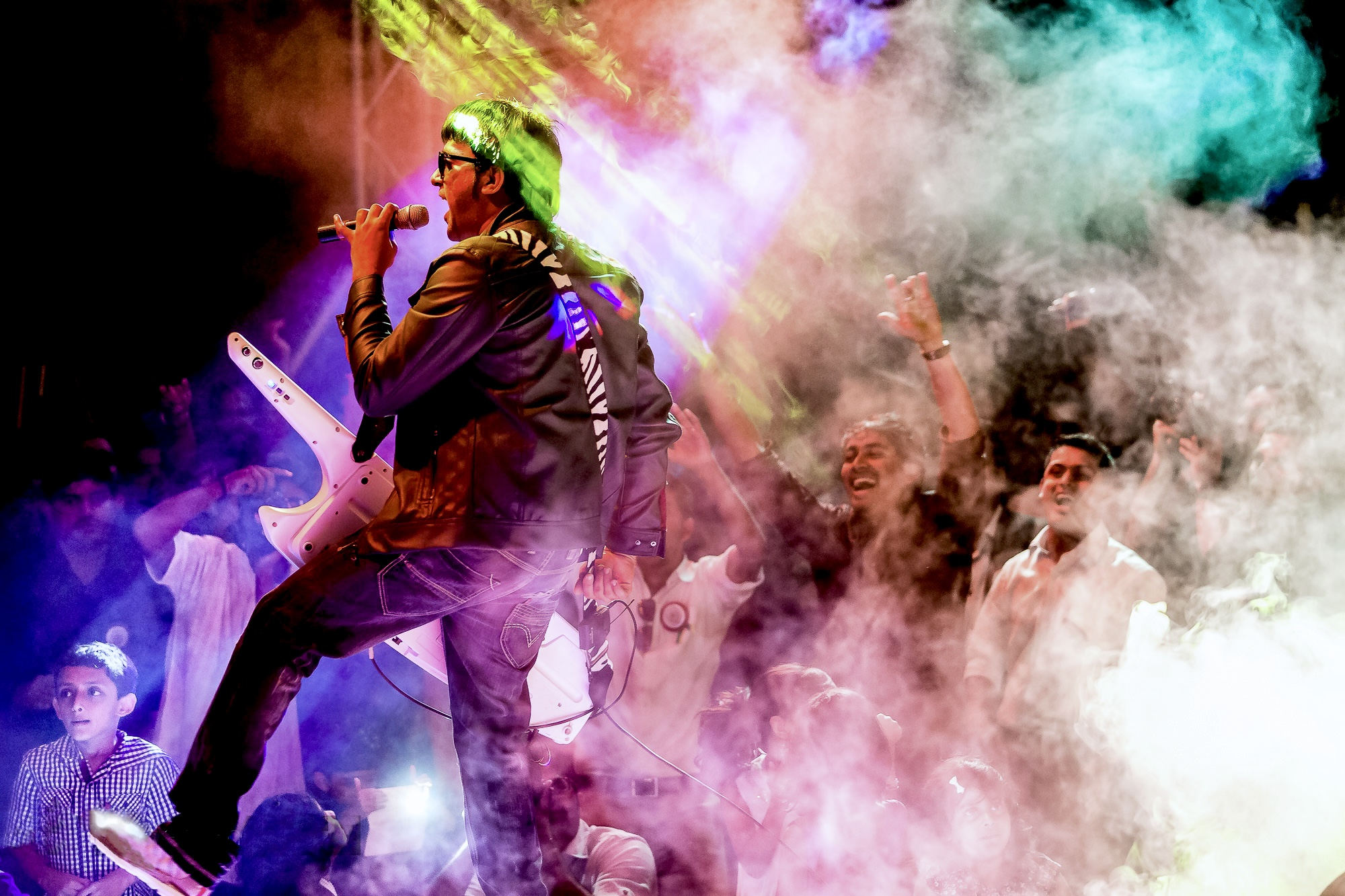
Stephen Devassy si esibisce a Doha

La prima grande svolta di Devassy è arrivata quando aveva 18 anni, grazie a Johnny Sagarika, per il quale ha eseguito l'orchestrazione musicale di sei canzoni dell'album Ishtamannu. Successivamente ha accompagnato alle tastiere Hariharan nel suo tour europeo. Ha anche accompagnato il maestro di violino L. Subramanian al Lakshminarayana Global Music Festival.
All'età di 19 anni ha fondato un gruppo musicale chiamato Seven, con il cantante Franco Simon e il chitarrista Sangeeth Pavithran. Come giovane band pop indiana hanno pubblicato un album omonimo contenente, fra le altre, la traccia karaoke di Yeh Zindagani.
Devassy, che ha iniziato ad esibirsi in giovane età, ha curato anche l'arrangiamento musicale di molti film, come Majaa, Thambi, Nammal, Azhagiya Thamizh Magan e l'album di Hariharan, Waqt Par Bolna.
Hariharan Pillai Happy Aanu (2003) è stata la sua prima avventura come direttore musicale in lingua malayalam. I testi sono stati scritti dal giovane cantante Rajeev Alunkal.

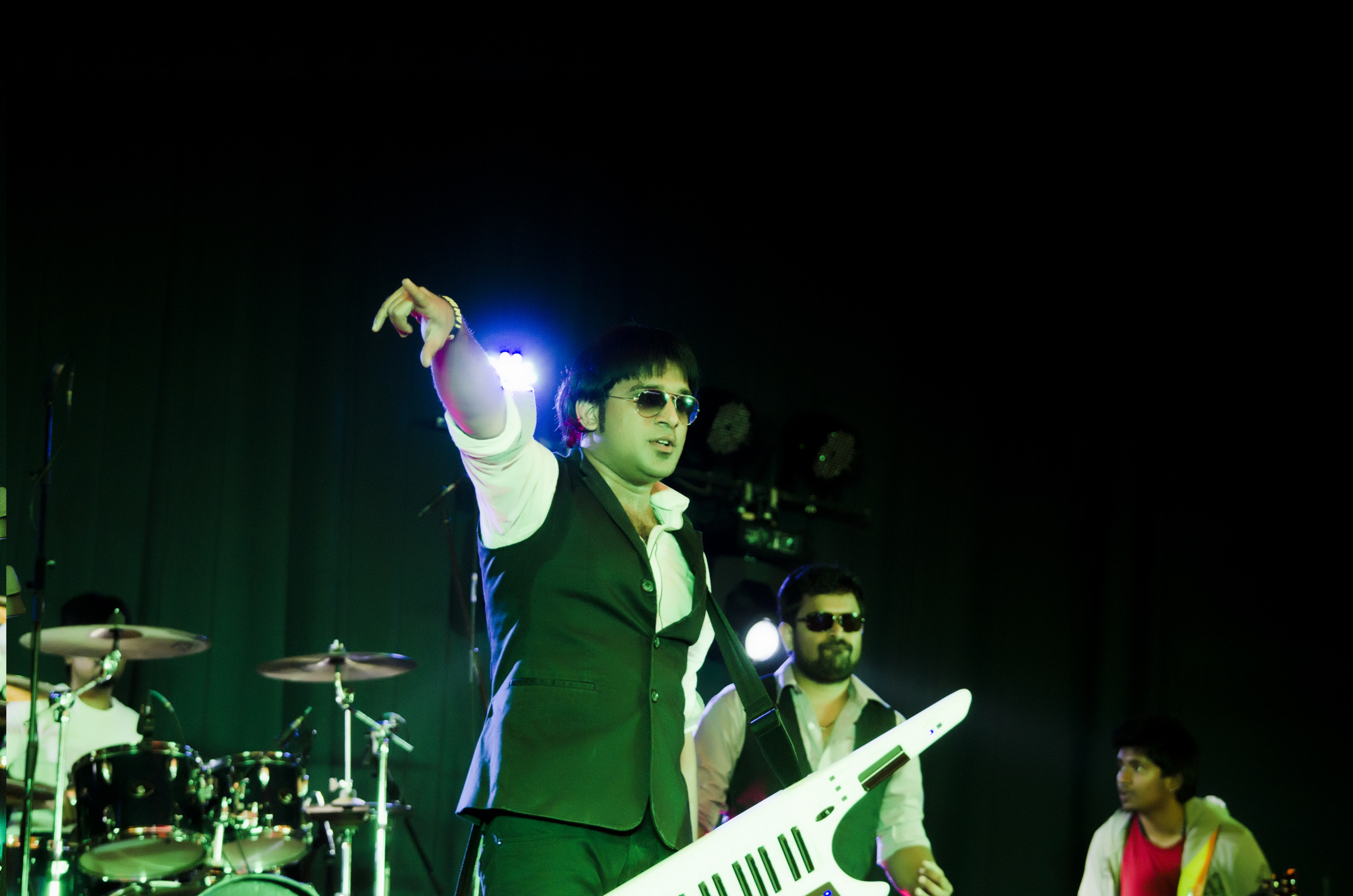
Stephen Devassy sul palco

È uno dei membri regolari della band Rexband, una band cristiana contemporanea che canta gospel fusion, una diffusione musicale del Jesus Youth Movement. Si è esibito con la band davanti a Papa Giovanni Paolo II durante la Giornata Mondiale della Gioventù nel 2002 in Canada. A quel tempo era l'unica band cattolica invitata dall'India. Devassy ha orchestrato una versione strumentale delle famose melodie Rexband intitolate Different Vibes.
Devassy si è anche dedicato agli sloka sanscriti, attraverso mantra e versi intitolati Sacred Chants of Kosmic Music e album di canti sacri su Ganesha, Shiva e Vishnu.
Nel 2007 Ha pubblicato l'album Romanz' a, un mix di world music con il tocco virtuoso del pianoforte: per questo album i tradizionali raga indiani sono stati interpretati attraverso il pianoforte contemporaneo. Hariharan, Ouseppachan e altri ospiti stranieri sono apparsi nell'album.
Nel 2013 ha lavorato alle musiche del film KQ di Baiju Johnson.

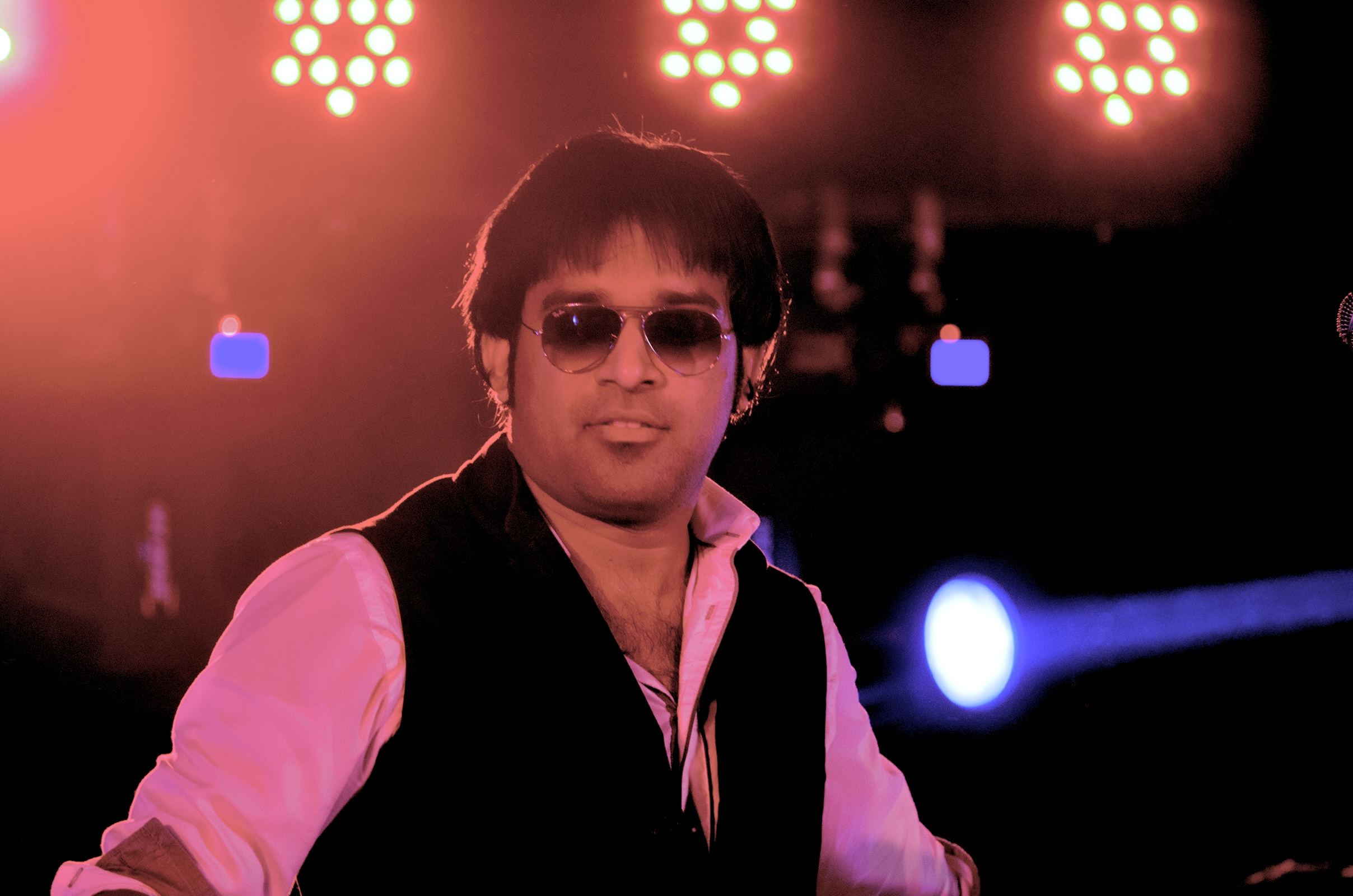
Stephen Devassy in concerto

Devassy ha interpretato il ruolo di giudice nel programma televisivo Superstar Junior (2016), Top Singer (2018-2019) del canale Flowers ed è nella giuria del concorso musicale Star di Asianet.

## Discografia

### Da solista[21]
- Romanz' a (2007)
- Holy Chants On Shiva & Shakti (2010)
- Holy Chants On Lord Ganesha = श्री गणेशाय नमः (2010)
- Sacred Chants Vol. 5 .. For Attaining Enlightenment Through Devotion (data sconosciuta)

### Con i Seven[22]
- Sacred Chants For Peace, Prosperity & Enlightenment (2002)
- Seven (data sconosciuta)

### Con la Rexband[23]
- You Turn (2011)